# Île-d'Arz
Île-d'Arz (in bretone: An Arzh) è un'isola e - dal punto di vista amministrativo - un comune francese di 254 abitanti situato nel dipartimento del Morbihan, nella regione della Bretagna.

È - dopo l'Île-aux-Moines - la seconda isola più grande del Golfo del Morbihan (Golfe du Morbihan).
Il nome dell'isola deriva dalla parola bretone arthos, che significa "orso". È chiamata anche Île des Capitaines.

## Società

### Evoluzione demografica
Abitanti censiti